# 임춘애
임춘애(林春愛, 1969년 7월 1일~)는 대한민국의 전직 육상 선수로 주 종목은 중거리 달리기이다.  1988년 하계 올림픽에 대한민국 국가대표로 참가했으며 1986년 아시안 게임에서 대회 3관왕을 달성했다.

## 경력
임춘애는 1969년 경기도 광주군 중부면 단대리(현재의 경기도 성남시 수정구 단대동)에서 나주 임씨 임을택의 딸로 태어났다.
1986년에 대한민국 육상 국가대표로 발탁되었으며 같은 해에 서울에서 열린 1986년 아시안 게임 800m, 1500m와 3000m 경기에서 우승했다. 한국 여자 선수 최초로 아시안 게임에서 금메달을 획득했고 같은 대회에서 3관왕을 쓴 유일한 선수이다. 
1987년에는 싱가포르에서 열린 1987년 아시아 육상 선수권 대회 800m에서 대표팀 동료인 최세범과 중국의 장수링의 뒤를 이어 동메달을 획득했다. 1988년 서울에서 열린 1988년 하계 올림픽에서 출전했지만, 실패하고 그 대회 직후에 은퇴했다.

## 개인사
임춘애는 1993년 10월 유공 코끼리 소속 축구 선수로 활동했던 이상용과 결혼했다.  1994년에 장녀 이지수가 태어났고  2001년 쌍둥이 형제인 장남과 차남 이현우와 이지우가 태어났다.

## 참고 문헌
- 한국일보 "라면이 아니라 삼계탕을 더 많이 먹었어요"... 육상 레전드 임춘애 [K스포츠 레전드 열전] 2024-06-08